# 陳偉業

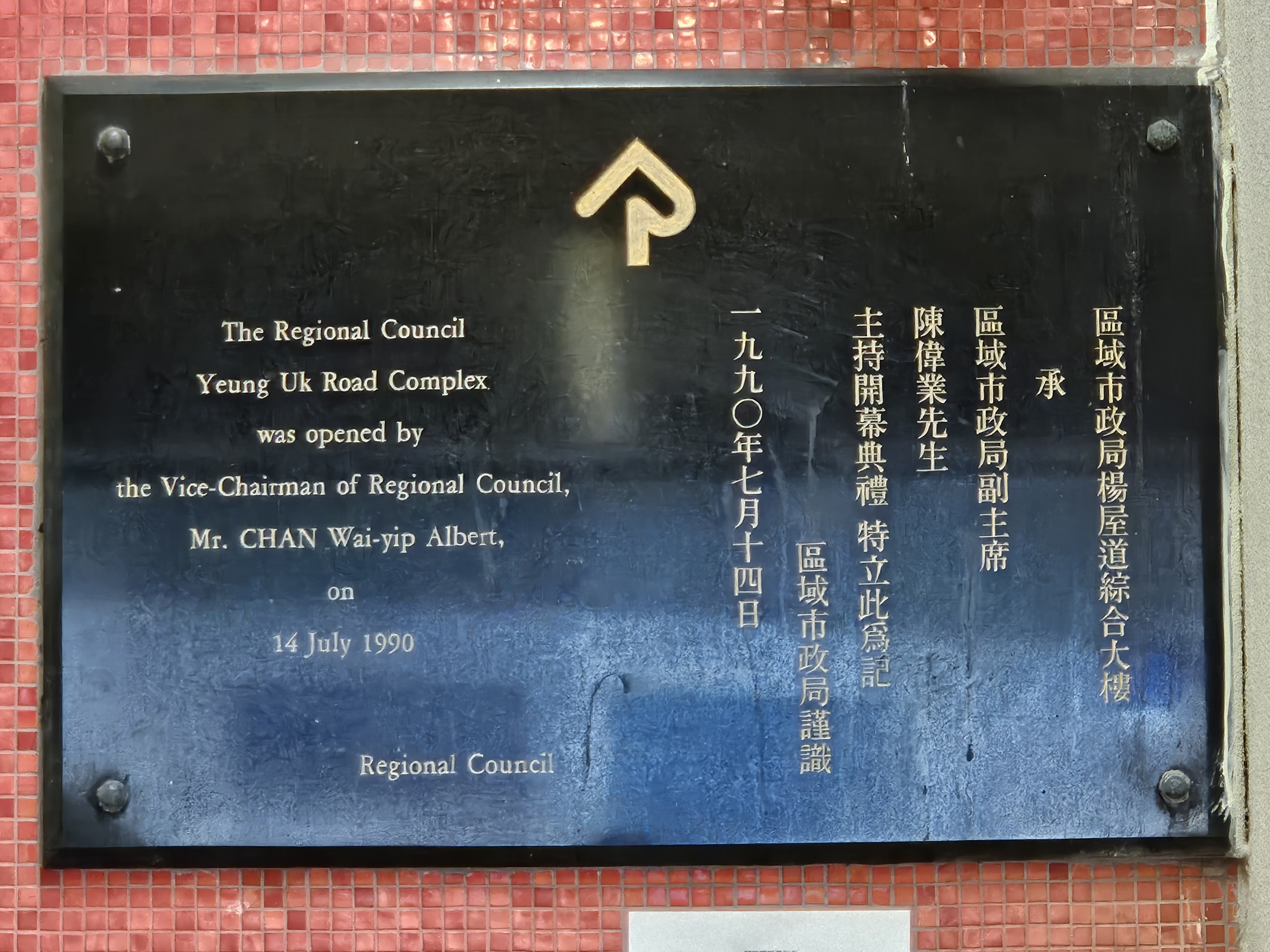
楊屋道街市由陳偉業揭幕的紀念碑

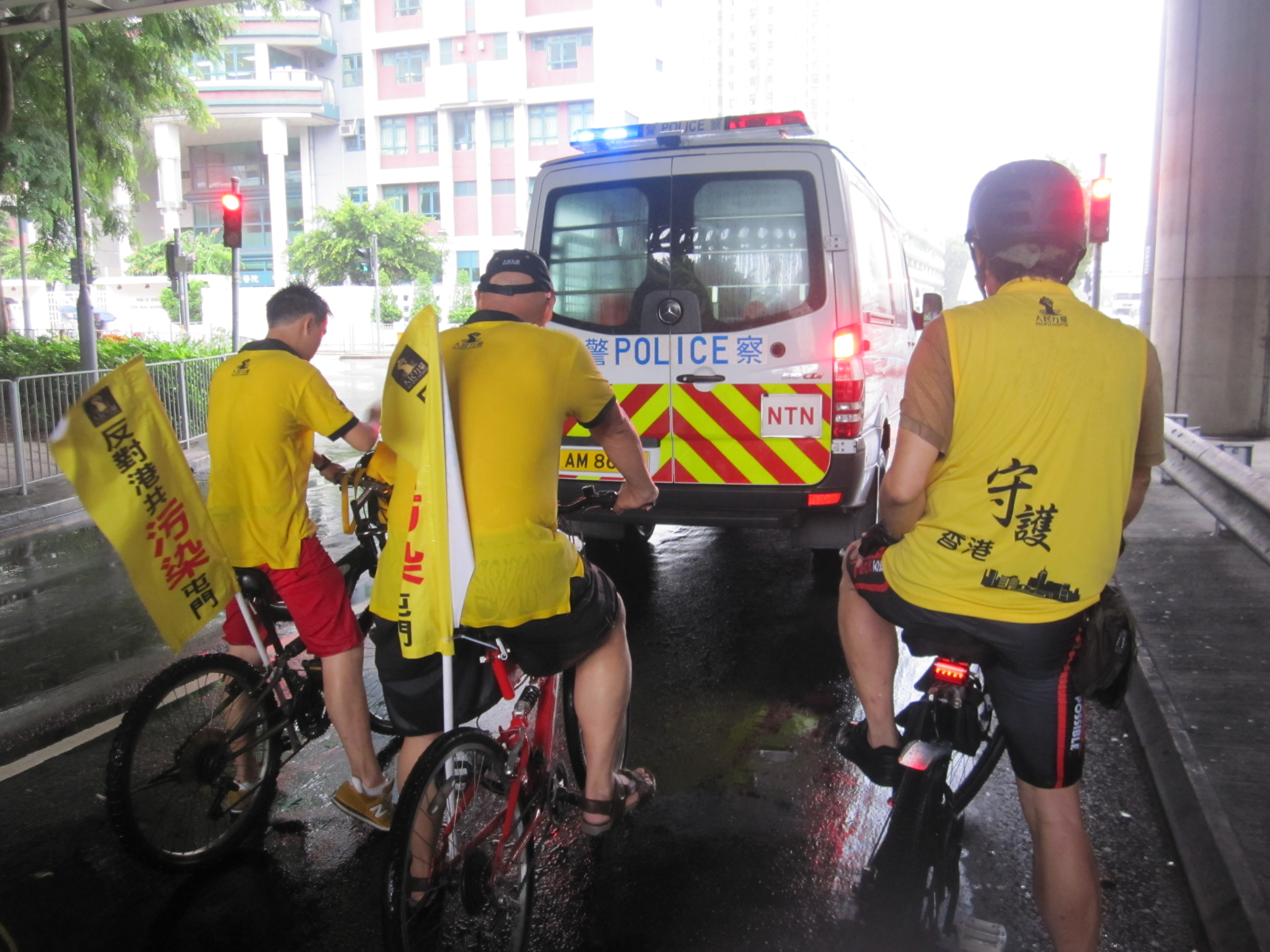
陳偉業身體力行，與支持者一同踏單車遊行，反對擴建屯門堆填區（2013年7月7日）

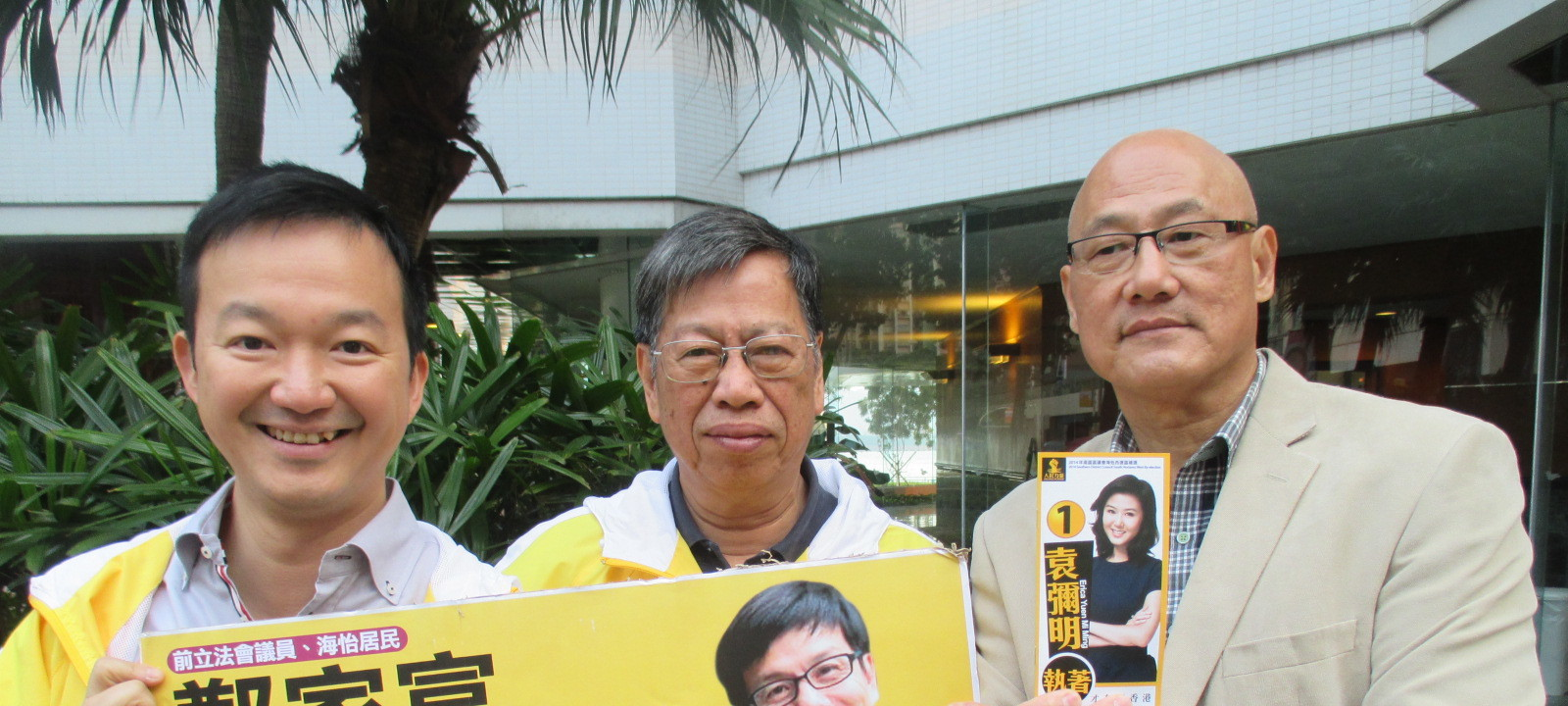
人民力量（左起）陳志全、甄燊港、陳偉業為袁彌明助選（2014年3月）

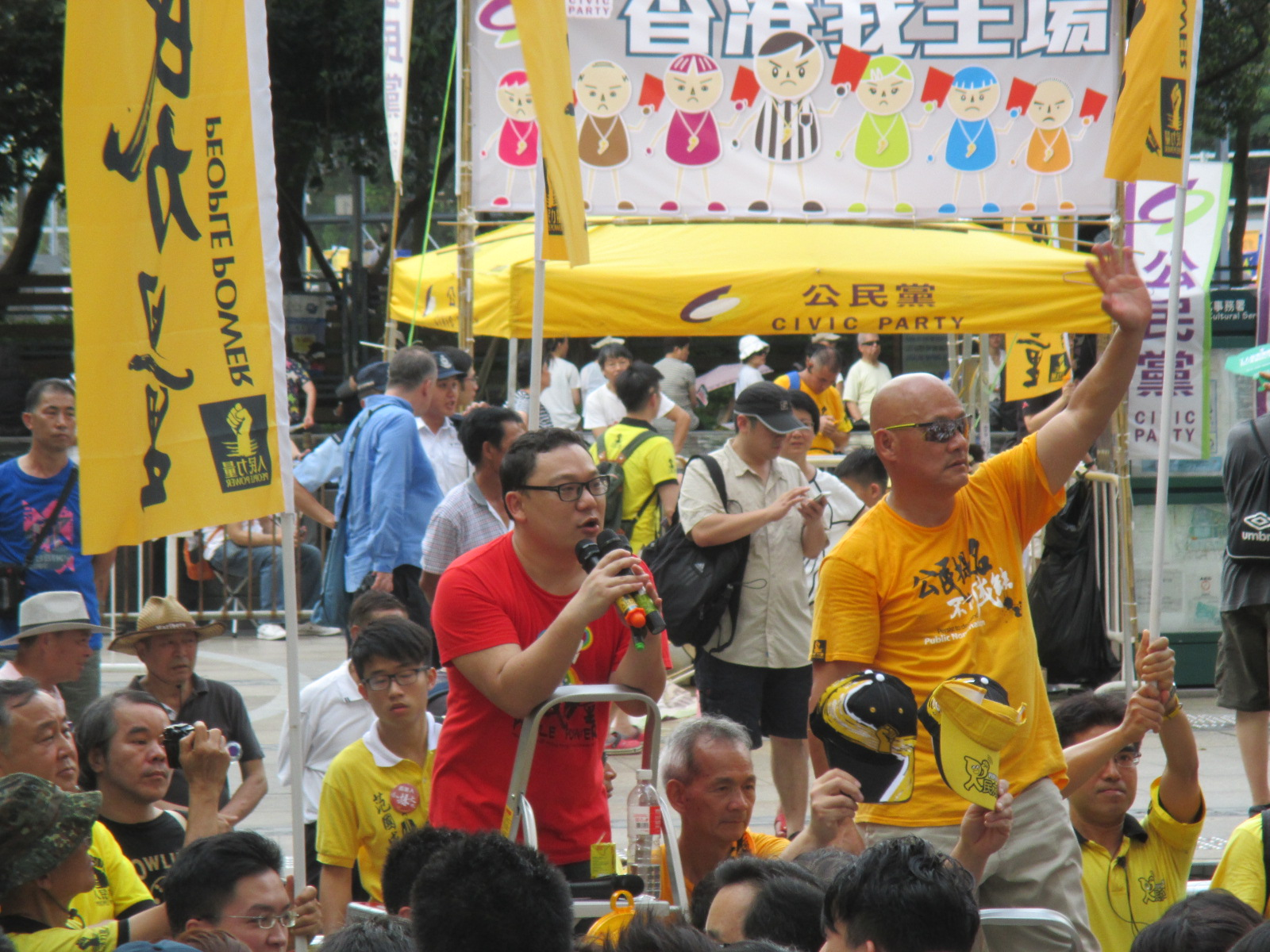
劉嘉鴻和陳偉業（右）在2014年七一大遊行維多利亞公園噴水池入口

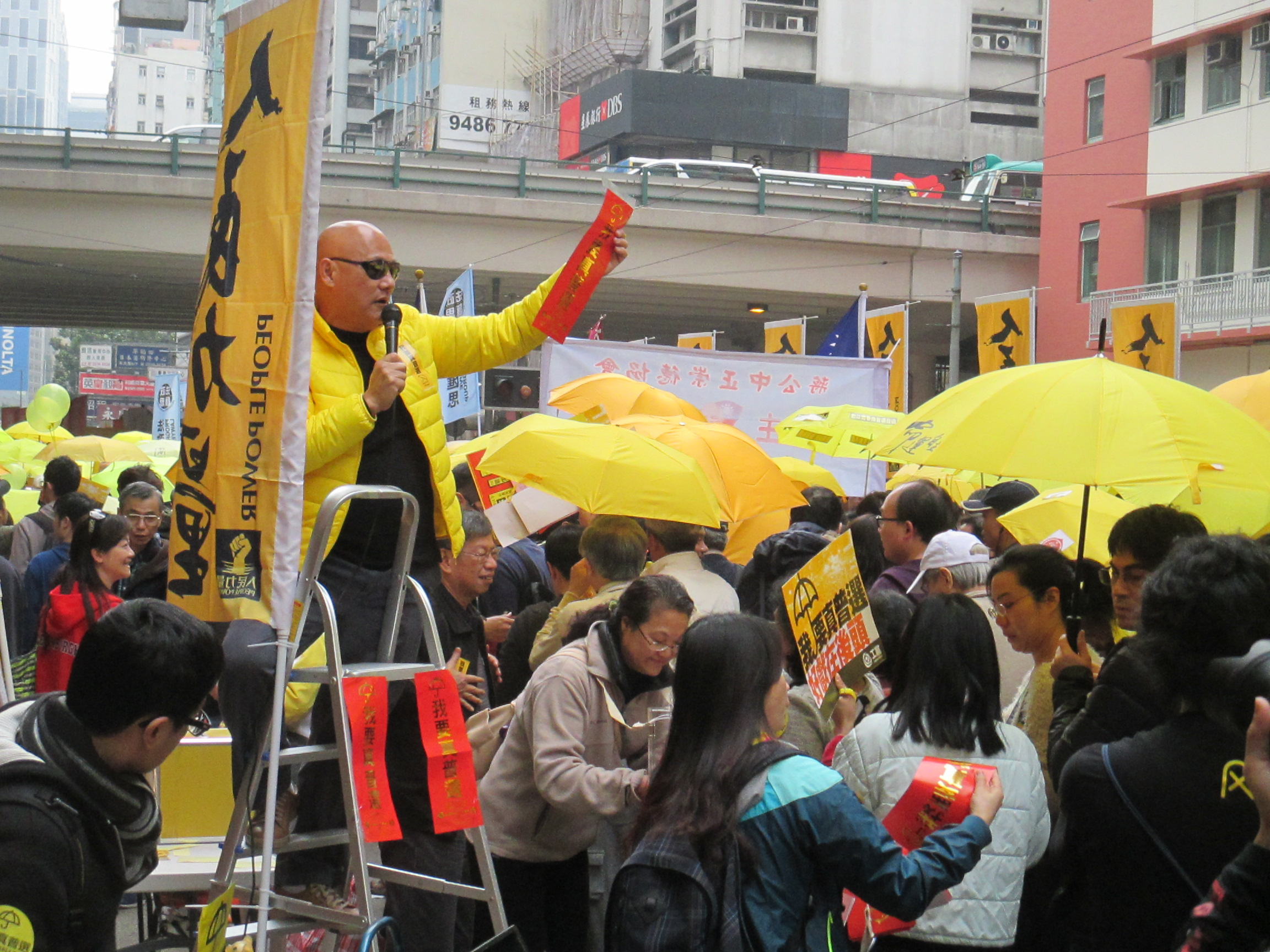
雨傘運動後，社運界疲態盡現。元旦遊行延後一個月。接近農曆新年，人民力量立法會議員陳偉業派發「我要真普選」揮春（2015年2月1日）

陳偉業（英語：Albert Chan Wai-yip，1955年3月3日—），綽號「大嚿」（在粵語是體型魁梧之意），廣東順德人，加拿大人，於香港出生成長，留學加拿大。前香港立法會議員（新界西地方選區），所屬政黨為人民力量。
陳偉業曾任荃灣區議會（麗興選區）議員、香港民主民生協進會、香港民主黨、香港民主同盟及社會民主連線前成員。2012年，他代表人民力量參加2012年香港立法會選舉出戰新界西地區直選，成功當選。他曾多次轉黨，1986年至2013年間共加入過6個政黨。

## 生平
陳偉業童年時居於九龍深水埗李鄭屋邨；畢業於聖士提反書院附屬小學（小一至小六）。在赤柱聖士提反書院完成中學四年級後到加拿大溫尼伯大學附屬中學（University of Winnipeg Collegiate）升學，畢業於曼尼托巴大學及英屬哥倫比亞大學，合共持有兩個學士及一個碩士學位。
1986年，陳偉業和李永達、馮檢基成立民協，在1989年取代李永達成為副主席，其後退黨及與李柱銘、司徒華、李永達等人創立香港首個政黨香港民主同盟。於1991年，陳偉業憑地區直選首次晉身立法局。與已去世的吳明欽一樣，陳偉業在香港主權移交前一度成為「三料議員」（區議會、區域市政局、立法局三級議會議員），更一度擔任區域市政局副主席（相等於新界九區市議會的副議長）。1994年，港同盟與匯點合併成民主黨，逐漸成為該黨核心成員。然而，隨著民主黨少壯派分裂、多次立法會選舉的出選資格問題及不滿楊森接任民主黨主席，陳偉業在2002年12月宣佈退黨。於2006年4月宣佈加入新成立的左翼泛民主派組織社會民主連線。2011年1月23日，陳於社民連非當權集思會中與同為社民連立法會議員黃毓民一同宣布退出社民連。陳偉業曾參加8次區議會選舉，3次區域市政局選舉及5次立法會（立法局）選舉，大部分成功當選，惟2011年香港區議會選舉落敗。
2011年5月，陳偉業被揭發非法霸佔官地，將大嶼山南䃟石灣村住所屋前2,000呎官地更改成為私家花園，遭到外界猛烈批評。
2016年立法會選舉，陳偉業再次出選新界西選區，在社民連黃浩銘名單排行第二名。最終名單得28,529票，得票率4.73%，兩人雙雙落選。
2017年，陳偉業回流溫哥華定居。在2019年6月9日，他在當地出席反對《逃犯條例》集會，認為條例「足以毀滅香港法治」。

## 事件

### 五區總辭
2010年1月，陳偉業連同陳淑莊、梁家傑、黃毓民和梁國雄辭去立法會議員職務。再參加補選，因香港並沒有公投法，他們要借補選讓全港市民進行一次變相「公投」，公投議題為「實現真普選，取消功能組別」，為香港政制改革、功能組別的存廢表態。4月7日，陳偉業宣布參加2010年香港立法會補選。結果得十萬多票，重返立法會。

### 議會拉布戰
2012年5月，夥同黃毓民、梁國雄就《2012年立法會(修訂)條例》草案中合作提交2,464頁修訂，共1,306條，就香港立法會遞補機制爭議，反對政府制定的《立法會議席出缺安排議案》草案，在議會進行拉布。

### 其他爭議
2009年1月15日，行政長官曾蔭權下午出席立法會的答問大會時，期間梁國雄、陳偉業和黃毓民在質詢時大叫口號，先後二次迫使立法會主席曾鈺成中斷會議。其間陳偉業高呼要官員「吔（吃）蕉」，事件引起香港社會關注。與此同時，他在同年的四月提出動議，要求政府廢除增加菸草稅，社會出現兩極反應。
2009年5月17日，立法會珠三角經濟發展及環境事務考察團與萬慶良舉行一個半小時的座談會。陳偉業會上請廣東省副省長萬慶良表明當局對六四事件的看法，並表達了香港泛民主派要求平反六四事件的立場，但萬慶良只是輕輕帶過有關問題。陳偉業會後表示目的已達，且稱讚萬慶良回應態度幽默，具政治智慧。揶揄比起香港行政長官回應態度有幽默具政治智慧得多。
2011年6月15日，一名先前曾向陳偉業求助的62歲雞苗運輸商在中環某行人天橋頂進行抗議時，一名到場的警署警長意外失足墮下殉職。當日陳偉業表示他曾經將該市民的訴求轉告食物及衞生局局長周一嶽。陳認為周一嶽如果肯會見該市民，今次意外死亡事件就不會發生。次日《文匯報》報道有政界人士批評該示威市民受陳偉業等煽動，指摘陳對事件「沒有一點歉意、悔意」，「企圖轉移視線，把責任推卸給食衛局局長周一嶽」，文章又指陳偉業是幕后黑手。

### 「非法集結」罪名成立
立法會議員黃毓民和陳偉業，於2011年「七．一」遊行結束後當晚，帶領支持者佔據中環中銀大廈對出行車線，被裁定「非法集結」罪名成立，於2013年5月21日被法院判刑，黃毓民被判監6周，緩刑14個月，陳偉業被判監5周，緩刑12個月，另兩人罰款4800元。黃表示示威遊行是抗爭，集會是和平理性，認為有關判刑是「政治撿控」，會提出上訴。

### 2016年立法會新界東補選
2015年6月22日，公民黨立法會議員湯家驊宣布辭職，使新界東選區需要進行補選。當公民黨及其他泛民黨派正醞釀派出新人參選之時，人民力量陳偉業卻要求公民黨派出重量級人物出選，力保分組點票的否決權，否則該黨必會派人自行參選，引起泛民主派不滿。
事實上，在2000年香港立法會香港島地方選區補選中，泛民主派協調重量級人物余若薇出選，當時是民主黨的陳偉業卻大力支持新人甘乃威，並批評民主黨抹殺第二梯隊上位的機會。當時泛民主派仍欠一票便可取得分組點票的否決權異。另外，陳偉業在退出民主黨後，曾多次批評民主黨多年來沒有給予新人上位的機會。唯這次卻反其道而行，有「今天的我，打倒昨天的我」之嫌。

### 缺席投票
2015年7月22日，在立法會投票以權力及特權條例調查鉛水事件時因為會議超時，要趕及赴會，與涂謹申及梁耀忠一同缺席投票，被人質疑是他們導致動議被否決。

## 選舉紀錄
| 選舉                 | 選區           | 所屬政黨 | 得票數  | 得票率 | 結果 | 備註        |
| -------------------- | -------------- | -------- | ------- | ------ | ---- | ----------- |
| 1985年區議會選舉     | 荃灣荃灣西     | 獨立     | 4,503   | 37.20% | 當選 |             |
| 1986年區域市政局選舉 | 荃灣           | 獨立     | 5,857   | 36.13% | 當選 |             |
| 1985年區議會選舉     | 荃灣荃灣西(南) | 民協     | 2,280   | 42.87% | 當選 |             |
| 1989年區域市政局選舉 | 荃灣           | 民協     | 9,006   | 55.70% | 當選 |             |
| 1991年區議會選舉     | 荃灣福來       | 港同盟   | 4,487   | 44.70% | 當選 |             |
| 1991年區域市政局選舉 | 荃灣           | 港同盟   | 13,232  | 63.89% | 當選 |             |
| 1991年立法局選舉     | 新界南         | 港同盟   | 42,164  | 45.90% | 當選 |             |
| 1994年區議會選舉     | 荃灣福來       | 港同盟   | 1,779   | 67.16% | 當選 |             |
| 1995年立法局選舉     | 新界中         | 民主黨   | 25,303  | 74.79% | 當選 |             |
| 1999年區議會選舉     | 荃灣麗興       | 民主黨   | 1,399   | 63.71% | 當選 |             |
| 2000年立法會選舉     | 新界西         | 民主黨   | 43,613  | 12.69% | 當選 |             |
| 2003年區議會選舉     | 荃灣麗興       | 獨立     | 1,860   | 65.19% | 當選 |             |
| 2004年立法會選舉     | 新界西         | 獨立     | 36,278  | 7.83%  | 當選 |             |
| 2007年區議會選舉     | 荃灣麗興       | 社民連   | 1,739   | 66.05% | 當選 |             |
| 2008年立法會選舉     | 新界西         | 社民連   | 32,182  | 8.08%  | 當選 |             |
| 2010年立法會補選     | 新界西         | 社民連   | 109,609 | 81.73% | 當選 | 五區公投    |
| 2011年區議會選舉     | 屯門樂翠       | 人民力量 | 303     | 8.29%  | 落選 |             |
| 2012年立法會選舉     | 新界西         | 人民力量 | 44,355  | 8.90%  | 當選 |             |
| 2016年立法會選舉     | 新界西         | 人民力量 | 28,529  | 4.73%  | 落選 | 排名單第2位 |

## 區域市政局議會生涯
陳偉業於區域市政局擔任工作如下：
- 1989年／1990年年報編輯委員會副主席
- 環境衛生事務委員會委員
- 環境衛生事務委員會屬下覆檢小組委員會委員
- 財政施政事務委員會委員
- 康樂文化事務委員會委員
- 荃灣區、離島區委員會委員
- 區域市政局節（區局節）策劃指導專責委員會當然主席
- 區域市政局街市設計工作小組委員
- 「衡工量值」工作小組委員
- 荃灣第六區體育館設計事宜工作小組委員[14]

## 學歷
- 緬尼吐巴大學文學士
- 緬尼吐巴大學社工學士
- 英屬哥倫比亞大學社工碩士

## 家庭
陳偉業已婚，妻子盧潔梅，育有三個女兒，三女現居於加拿大溫哥華，分別是長女陳欣華，二女陳安華，幼女陳幸華。

## 公共服務
- 立法局保護海港條例草案委員會主席（1997）
- 立法會工務小組委員會副主席（2000 - 2004）
- 立法會規劃地政及工程事務委員會委員
- 立法會民政事務委員會委員
- 立法會資訊科技及廣播事務委員會委員（2001 - 2004）
- 立法會交通事務委員會委員（2000 - 2004）
- 立法會房屋事務委員會委員
- 立法會公務員及資助機構員工事務委員會委員（2000 - 2004）
- 立法會福利事務委員會主席（2008 - 2009）
- 《2000年土地註冊（修訂）條例草案》委員會主席
- 《2001年鍋爐及壓力容器（修訂）條例草案》委員會委員
- 《2001年業主與租客（綜合）（修訂）條例草案》委員會委員
- 《建築物管理條例》檢討工作小組委員會主席
- 研究防止和處理家庭暴力的策略和措施小組委員會主席（2003 - 2004）
- 研究性傾向歧視問題小組委員會委員
- 鐵路事宜小組委員會委員
- 《2002年選舉條文（雜項修訂）條例草案》委員會委員
- 《2003年前濱、海床及道路（修訂）條例草案》委員會委員
- 《2002年土地（雜項條文）（修訂）條例草案》委員會委員
- 《2002年電訊（修訂）條例草案》委員會委員
- 《東涌吊車條例草案》委員會委員
- 《村代表選舉條例草案》委員會委員
- 《土地業權條例草案》委員會委員
- 《2003年廣播（修訂）條例草案》委員會委員
- 《2003年建築物（修訂）條例草案》委員會委員
- 《2003年城市規劃（修訂）條例草案》委員會委員
- 《香港康體發展局（廢除）條例草案》委員會委員
- 《2003年廢物處置（修訂）（第2號）條例草案》委員會委員
- 跟進兩個前市政局尚在籌劃階段的基本工程計劃小組委員會委員

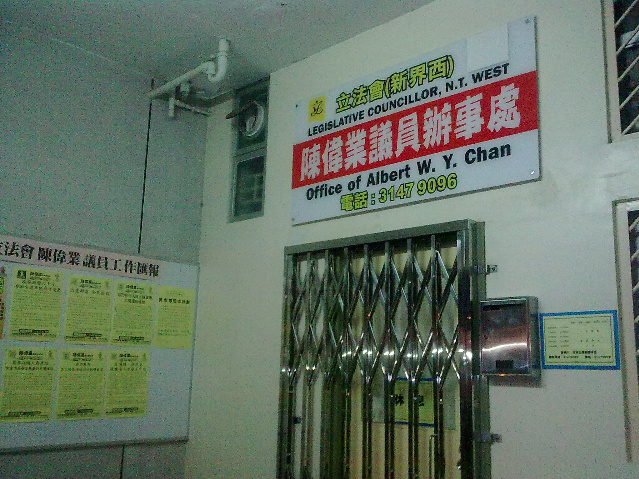
位於屯門友愛邨的陳偉業議員辦事處

- 荃灣區議會議員（1985 - 2011）
- 香港立法局議員（1991 - 1997）
- 香港立法會議員（2000 - 2016）
- 區域市政局議員（1986 - 1995）

| 議會席位      | 議會席位                                          | 議會席位      |
| ------------- | ------------------------------------------------- | ------------- |
| 前任： 陳冠成 | 荃灣區議會 荃灣西選區區議員 1985年 - 1988年       | 繼任： 末任   |
| 前任： 首任   | 荃灣區議會 荃灣西（南）選區區議員 1988年 - 1991年 | 繼任： 末任   |
| 前任： 首任   | 荃灣區議會 福來選區區議員 1991年 - 1999年         | 繼任： 趙葭甫 |
| 前任： 鄭泳基 | 荃灣區議會 麗興選區區議員 2000年 - 2011年         | 繼任： 林琳   |

## 資料來源
1. ↑  .   [2015年4月16日]. （原始内容存档于2015年9月23日）.
2. ↑  .   [2011-12-22]. （原始内容存档于2012-03-30）.
3. ↑  .   [2011-01-23]. （原始内容存档于2011-01-26）.
4. ↑  頭條日報：張國柱認家有僭建 陳偉業宅涉霸官地 （页面存档备份，存于），2011年5月20日
5. ↑  成報：再有三議員家居涉僭建[]，2011年5月21日
6. ↑  . 星島日報. 2019-07-05  [2019-07-06]. （原始内容存档于2020-11-04）.
7. ↑  李詩敏. . 蘋果日報. 2019-06-10  [2019-07-06]. （原始内容存档于2019-07-06）.
8. ↑  公社兩黨歧見中啟動「公投」[永久]
9. ↑  .   [2009-06-02]. （原始内容存档于2009-10-17）.
10. ↑  《陳偉業：周一嶽拒見示威者釀警員墮橋慘劇》 （页面存档备份，存于），www.rthk.org.hk，2011年6月15日
11. ↑  《陳偉業撐過激行為玩出禍 橋頂請願害死警長》 （页面存档备份，存于），香港《文匯報》，2011年6月16日
12. ↑  《時聞短打：「藏鏡人」無歉意圖諉過》 （页面存档备份，存于），香港《文匯報》，2011年6月16日
13. ↑  .   [2015-07-26]. （原始内容存档于2015-07-23）.
14. ↑  [區域市政局年報（90-91年度）區域市政總署新聞部]
15. ↑  .   [2012-05-24]. （原始内容存档于2012-10-25）.

## 外部連結
- MyRadio 香港人網 毓民踩場 主持人： 黃毓民、陳偉業、梁錦祥（页面存档备份，存于）
- 陳偉業 facebook
- 立法會議員簡介（00年立法會選舉）
- 立法會議員簡介（04年立法會選舉）
- 陳偉業個人網頁
- 陳偉業網站目錄（页面存档备份，存于）
- . 民主黨 (香港). 1998-04-23  [2012-07-31]. （原始内容存档于2013-05-03） （中文（繁體））.

| 政黨職務 | 政黨職務                       | 政黨職務 |
| -------- | ------------------------------ | -------- |
| 首任     | 進步民主連線召集人 2013年—     | 現任     |
| 首任     | 人民力量新界西支部主席 2011年— | 現任     |